# Alain Hema
Alain Hema est un acteur, comédien, metteur en scène, réalisateur, producteur et conteur burkinabè, plus connu sous le nom d'inspecteur marc dans la série Super flic. Il est directeur de la compagnie Théâtre-Eclair.

## Biographie

### Enfance et études
Diplômé de l’École de Théâtre de l’Union des Ensembles Dramatiques de Ouagadougou (UNEDO), Alain Hema est né le 30 juin 1961 à Bobo-Dioulasso au Burkina Faso.

### Carrière
Tout commence pour lui lorsqu'il avait 11 ans ; il joue dans une pièce de l'école à l'occasion de la fin de l'année scolaire. Il continue de le faire au collège et ensuite à l'université. Après avoir développé de l'intérêt pour le métier, il décide de se professionnaliser en théâtre. En 1990, il crée avec Odile Sankara et Amadou Bourou la compagnie Feeren. Cinq ans plus tard, il lance sa propre compagnie Théâtre-Éclair. Il se lance ensuite dans une tournée mondiale avec la compagnie Royal de luxe. Il fonde aussi en 1995, avec d'autres comédiens de renom le Carrefour international de théâtre de Ouagadougou. Mais avant de débuter cette carrière en tant que comédien, Alain Hema a servi comme enseignant en français au secondaire à Bobo-Dioulasso et à Dédougou.
Il est également promoteur avec l'aide de la Belgique de « Paroles croisées », un évènement qui réunit des enfants autour des activités socioculturelles. Il initie en 2024 Faso Talent d'Or, et exerce en tant que président du conseil d'administration.

### Famille
Il est le père de l'artiste rappeur burkinabè Alrich.

## Filmographie

### Comédien

#### Série
- 2008: "Super flics" de Issa Traoré de Brahima et Aminata Diallo Glez[5],[10],
- 1999: Kadi jolie de Idrissa Ouédraogo,

#### Long métrage
- Siraba de Issa Traoré de Brahima,
- Sya, le rêve du python de Dani Kouyaté,

#### Théâtre
- Sank ou la patience des morts[11],
- Rougbeinga[12],
- Marafootage de Amadou Bourou[7],
- Sarzan de Amadou Bourou[13],
- Dragonnier[14]

### Metteur en scène
- 2014: Une couverture pour six[15],
- 2006: Dragonnier[14],
- Kaklara ou jamais à genou[16]

### Réalisateur
- Regards de femmes[17] ,
- Drissa le conducteur [18],

## Prix et distinctions
- 2021: Sotigui d'honneur à la cérémonie des Sotigui awards[19],